# Šimun Čedulić
Šimun Čedulić (Cedulini, Cedulino) (Zadar, 1560. ‒ ?), hrvatski katolički svećenik, isusovac, duhovni pisac i latinist.
Djelovao je na prijelazu iz 16. u 17. stoljeće. Poslan je iz Rima u Njemačku gdje je od 1588. do 1596. uz kratke prekide predavao filozofiju i teologiju. Jedan od prvih hrvatskih profesora na inozemnim sveučilištima.
Brat je ninskoga i hvarskoga biskupa Petra Cedulina.